# Буравлево
Буравлево — деревня в Ярцевском районе Смоленской области России. Входит в состав Петровского сельского поселения. Население — 7 жителей (2007 год). 
Расположена в центральной части области в 5 км к юго-востоку от Ярцева, в 5 км южнее автодороги М1 «Беларусь», на берегу реки Великая. В 5 км северо-восточнее деревни расположена железнодорожная станция Свищёво на линии Москва — Минск. 

## История
В годы Великой Отечественной войны деревня была оккупирована гитлеровскими войсками в июле 1941 года, освобождена в сентябре 1943 года.